# Bernkastel-Kues

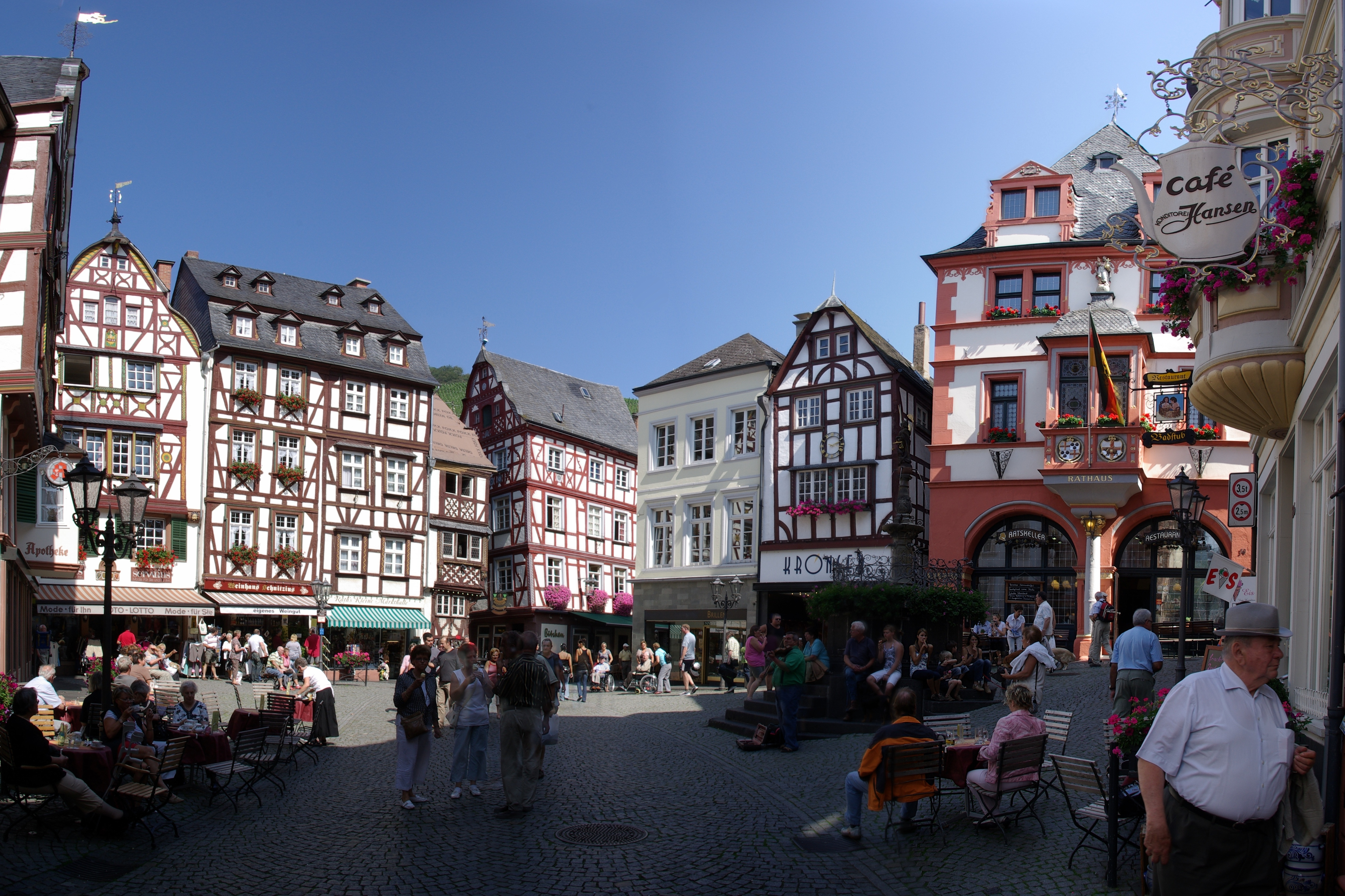
Náměstí

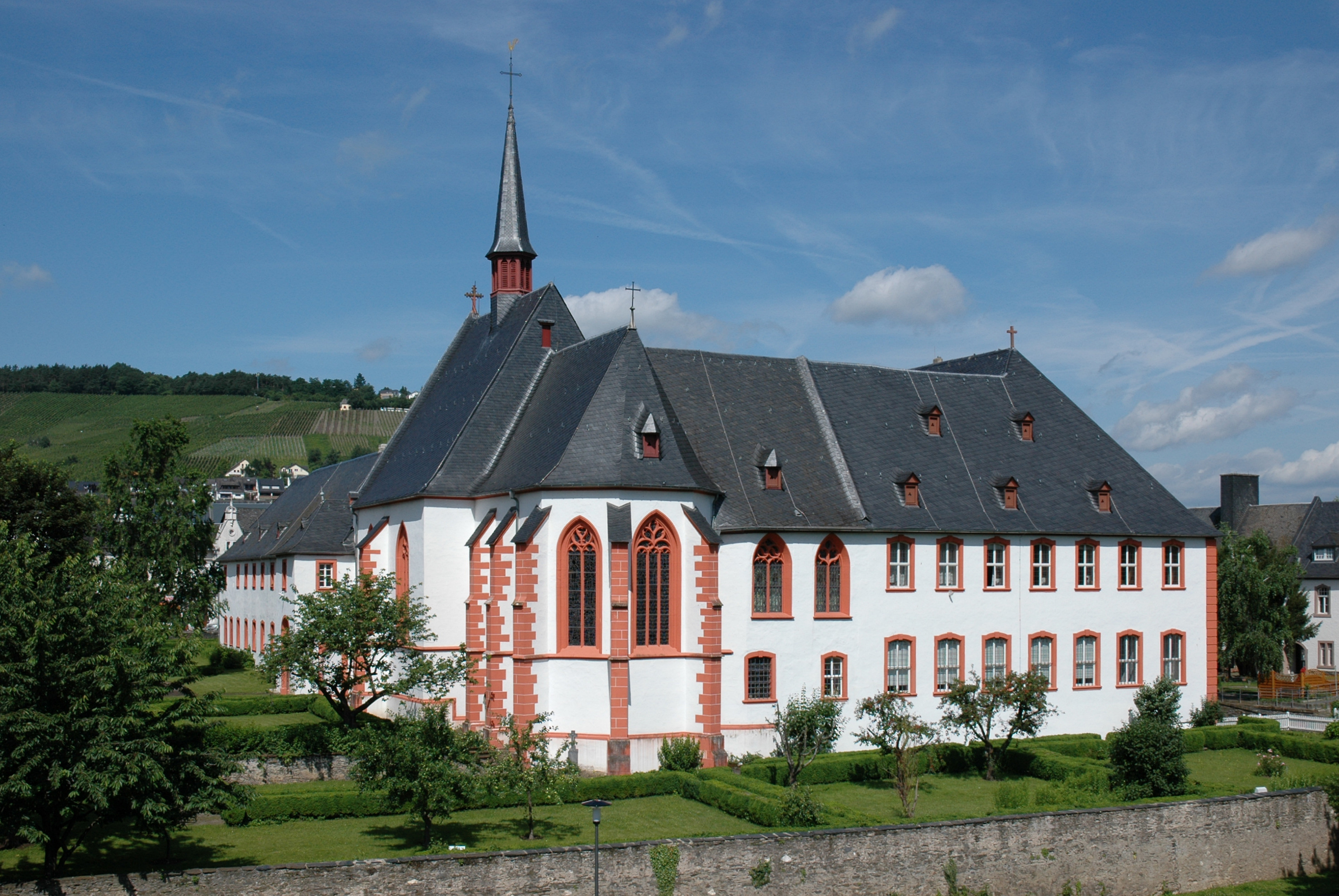
Cusanusstift od Mosely

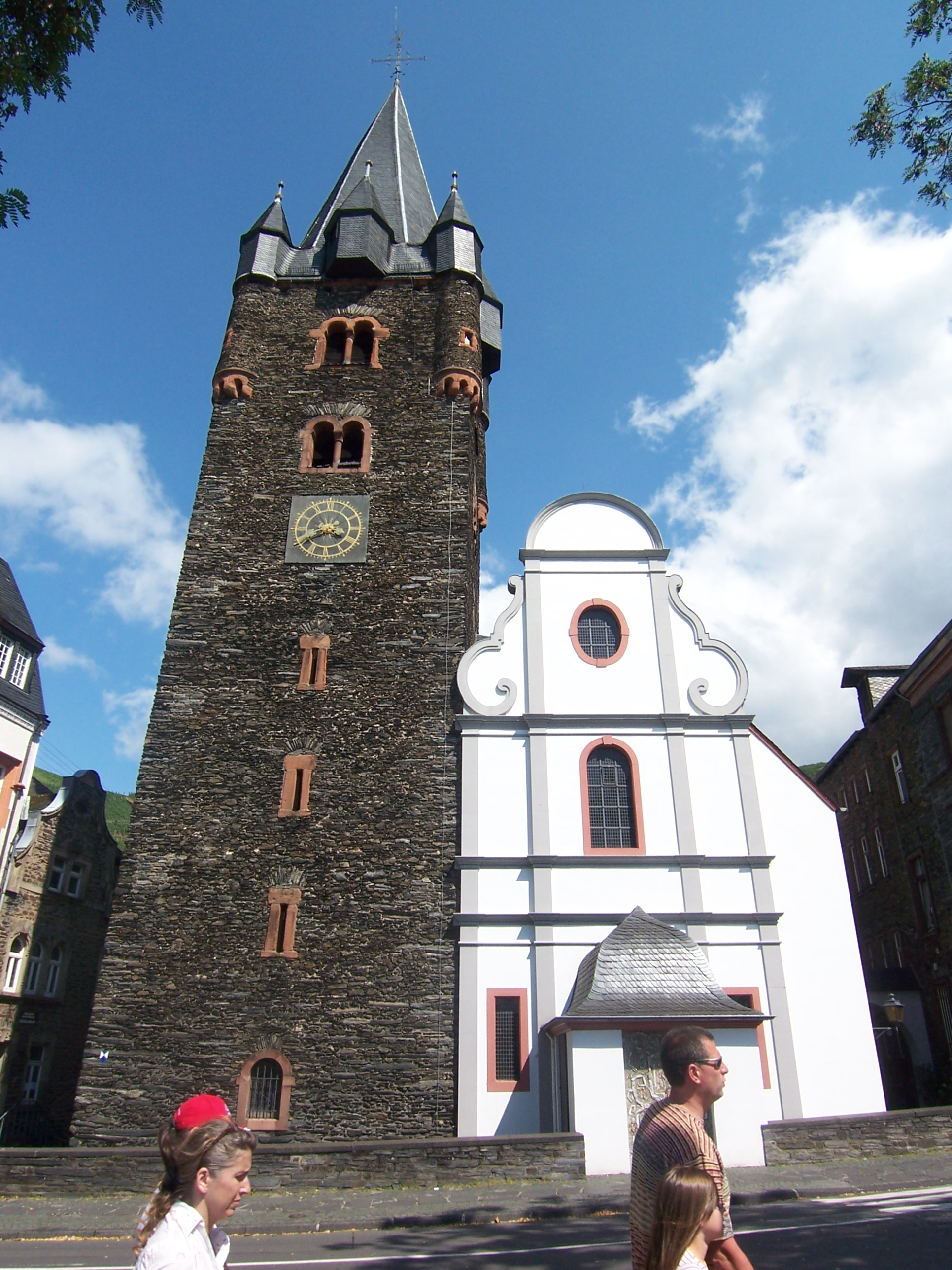
Farní kostel sv. Michala

Bernkastel-Kues je město v Německu, v okrese Bernkastel-Wittlich, spolková země Porýní-Falc. Leží na středním toku řeky Mosely a je to významné středisko vinařství i lázeňské město. V městě se roku 1401 narodil humanistický filosof a církevní diplomat Mikuláš Kusánský.

## Geografie
Bernkastel-Kues leží v údolí řeky Mosely, asi 50 km od Trevíru. Nejvyšším bodem je Olymp (415 m n. m.), nejnižší bod je v údolí řeky (107 m n. m.). Město se rozkládá na ploše 23,657 km², z toho 7,816 km² se využívá pro zemědělství.

## Historie
Nejstarší stopy osídlení pocházejí z doby kolem 3000 př. n. l. Kolem roku 370 napsal Decimus Magnus Ausonius, římský básník a učitel u císařského dvora, báseň o Mosele. Adalbero Lucemburský († 1037), probošt kláštera sv. Paulina v Trevíru se stal počátkem 11. století pánem z Bernkastelu. Geograf z přelomu 7. a 8. století popisuje místo Princastellum, což je možný doklad o římské pevnosti ze 4. století v místě dnešní zříceniny hradu Landshut; pod hradem se také našla železná kování a keramické předměty. Ve 12. století se zmiňuje Beronis castellum a v roce 1277 zahájil trevírský arcibiskup Jindřich II. z Finstingen stavbu hradu. 29. května 1291 dal král Rudolf I. Habsburský městu Berni Castel městská práva, která roku 1332 císař Ludvík Bavorský znovu potvrdil. Podle Zlaté buly Karla IV. z roku 1356 se arcibiskup Boemund II. stal kurfiřtem. Roku 1401 se loďaři a obchodníkovi v Kues Henne Chryfftzovi (Krebsovi) narodil pozdější biskup, humanistický filosof a papežský diplomat Mikuláš Kusánský (Cusanus). V jeho domě, v němž Mikuláš roku 1451 založil nadační špitál pro chudé (Cusanusstift), je dnes jeho knihovna a muzeum. Roku 1692 hrad Landshut vyhořel a zůstal zříceninou. V letech 1794-1814 patřil Bernkastel pod francouzskou vládu, po Vídeňském kongresu (1815) připadl Prusku. První silniční most mezi Bernkastel a Kues byl postaven v letech 1872-1874 a v letech 1882-1883 první železniční spojení.
Město v jeho současné podobě vzniklo 1. dubna 1905 sloučením města Bernkastel s vinařskou vesnicí Kues na protějším břehu řeky. V Křišťálové noci (Kristallnacht) 9. listopadu 1938 vypukl pogrom proti židovským občanům a synagoga byla zničena. Ke konci druhé světové války bylo město několikrát bombardováno. 19. února 1945 byly zničeny četné domy na náměstí v Bernkastelu a zahynulo 41 lidí. Při náletu 2. března byla zničena část staré radnice a dalších budov a zahynulo 29 lidí. Dne 11. března byl vyhozen do povětří most přes Moselu a další den začalo ostřelování americkým dělostřelectvem. 15. března dobyli Američané Kues a 16. března Bernkastel.
1946 se konaly první demokratické volby, 1970 byly administrativní reformou připojeny další obce a v roce 1997 byl slavnostně otevřen silniční tunel pod hradem. V roce 2008 hostil Bernkastel mezinárodní Camporee skautů z USA, Kanady, Francie, Německa a České republiky.

## Partnerská města

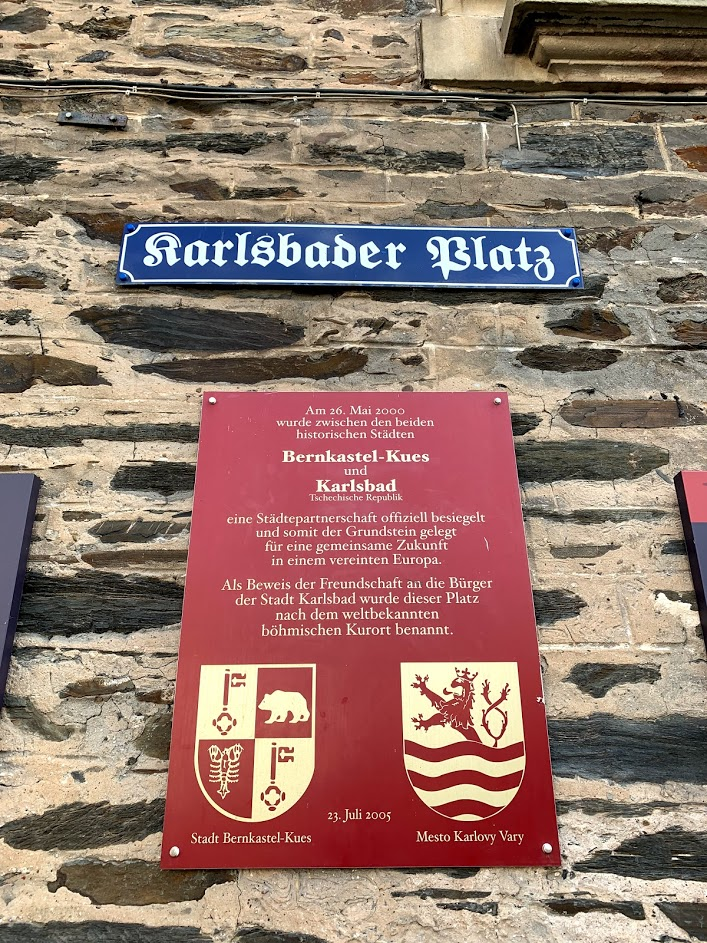
Informační tabule při příležitostí navázání vztahů mezi německým Bernkastel-Kues a českými Karlovy Vary

- Karlovy Vary, Česko
- Wehlen , Německo
- Informační tabule při příležitostí navázání vztahů mezi německým Bernkastel-Kues a českými Karlovy VaryOtmuchów, Polsko